# 群馬県立中央高等学校
群馬県立中央高等学校（ぐんまけんりつ ちゅうおうこうとうがっこう）は、かつて群馬県高崎市新保田中町にあった県立高等学校。
通称は「中央」（ちゅうおう）。
県内初の中高一貫教育公立校として群馬県立中央中等教育学校が併設され、2009年3月、同校に継志される形で閉校した。

## 沿革
- 1962年 - 群馬県議会で創立が議決。
- 1963年 - 創立。校章、バッジの制定。群馬県立前橋女子高等学校で第1回入学式。
- 1964年 - 普通科男子1学級増加。起工式。第1回朋友祭実施。
- 1965年 - 新校舎（現在は中央中等教育学校校舎に。）完成。全学年収容。
- 1966年 - 第1回卒業式。同年、体育館が竣工。
- 1967年 - 応援歌制定。
- 1968年 - 理数科設置。
- 1974年 - 武道館完成。
- 1975年 - 現在の南校舎完成。普通科の定員が315人となり、募集人数は最多となる。
- 1976年 - 応援団長発案により、第8回朋友祭を臨時に実施。
- 1982年 - 部室完成。
- 1983年 - 創立20周年記念式典挙行。
- 1986年 - 理数科の推薦選抜が実施されるようになる。2年後の1988年からは普通科でも実施。
- 1987年 - 硬式野球部が夏の甲子園大会へ出場。１回戦　２－７ＰＬ学園(野村弘・橋本清・立浪和義・片岡篤史・宮本慎也が在籍)
- 1989年 - 甲子園出場を記念し、硬式野球部練習用施設「むげんかん」が完成。
- 1991年 - 理数科の学級が1学級増え、80人募集になる。
- 1993年 - 創立30周年記念式典挙行。
- 2001年 - 2学期制導入。
- 2002年 - 群馬県知事小寺弘之が記者会見で、県立中央高等学校は中央中等教育学校に改編されると発表。同年、文部科学省からSELHiの研究指定を受ける。
- 2003年 - 学級減が始まる。授業にオリジナルの教科書を用いた「Global Education」導入。
- 2004年 - 英語教育優良校として表彰。群馬県立中央中等教育学校が開校。
- 2006年 - 生徒募集を終了し、中央中等教育学校への引き継ぎが始まる。3年生普通科理系政経単位履修不足が発覚。
- 2007年 - 中央高校1年生は完全に姿を消す。
- 2009年 - 3月1日に、最後の卒業式と、多くの来賓を迎えての継志式が行われ閉校。

## 主な学校行事
- 開校記念講演　毎年著名人を招いていた。秋山仁、江崎玲於奈、齋藤孝、畑正憲（ムツゴロウ）、ピーター・フランクルが講演に来ている。
- 隔年　文化祭「朋友祭」、体育祭（偶数年は文化祭、奇数年は体育祭）、なお、文化祭のない年には「蒼蕪展」という文化部の展覧会が実施されていたが、前述の通り、1976年には、生徒総会で当時の応援団長が「今年も朋友祭をしよう」との発議により臨時に朋友祭（当時は隔年で文化祭のみ実施）を実施。元々計画されていた蒼蕪展も実施された。
- 体育の授業でラグビーが行われ、クラス対抗の大会が毎年行われていた。
- マラソン大会　学校周辺の一般道を使って実施されていた。2007年度は付近道路整備のため開催が危ぶまれていたが、11月20日に実施された。2008年度も開催されたが、中央中等教育学校は、マラソン大会を打ち切り、球技大会を行うことにした。
- 2003年、隔年で開催されてきた音楽祭「蒼蕪展」は中高一貫化により学校側から一方的に廃止される。当時の三年生数名によるビラ配りやHP上での自主的な呼びかけ、また数名の教員と生徒会長の尽力によって、7月16日に復活。運営、企画、宣伝ともに生徒によって取り仕切られた完全にDIYな行事であった。会場は体育館下の卓球室であったが全てのライブが終了するまで生徒は集まり続け超満員となった。そしてこれが名実共に最後の蒼蕪展となった。
- 2008年には中央高校としては最後となる文化祭が中央中等教育学校と合同で開催された。

## 部活動
- 硬式野球部
- 硬式テニス部
- ソフトテニス部
- ダンス部
- バドミントン部
- バスケットボール部
- バレーボール部
- 陸上部
- 卓球部
- サッカー部
- ラグビー部
- 剣道部
- 空手道部
- 吹奏楽部
- JRC部
- 応援団
- 合唱部
- 茶道部
- 理科部
- 美術部
- 創作部
- 写真部
- 将棋部
- 料理部
- 英語部
- 郷土部

## 主な卒業生
- 松下宏（自動車評論家/第4期生）
- 清水崇（映画監督/第25期生）
- 矢内雄一郎（テレビ東京アナウンサー/第34期生）
- 亀井猛斗（元プロ野球選手/第22期生）
- 伊藤サム（ジャーナリスト、NHKテレビ・ラジオ英語講座講師/第12期生）
- 金谷ヒデユキ（お笑い芸人･ミュージシャン/第18期生）
- 福田重男（Jazz pianist・ミュージシャン）[要出典]
- オークラ（放送作家）[要出典]
- 北島寿典（陸上競技選手/第38期生）
- 井田ヒロト（漫画家）[要出典]
- しゅんしゅんクリニックP[1]（医師兼お笑いタレント）